# Campeonato Profesional 1969
Il Campeonato Profesional 1969 fu la 22ª edizione della massima serie del campionato colombiano di calcio, e fu vinta dal Deportivo Cali.

## Avvenimenti
Il campionato riprende la formula dell'anno precedente, apportando una modifica: i due tornei, Apertura e Finalización, garantiscono la qualificazione a un girone finale (a 3 squadre) anziché a una finale tra due squadre.

## Partecipanti
- América de Cali
- Atlético Bucaramanga
- Atlético Junior
- Atlético Nacional
- Cúcuta Deportivo
- Deportes Quindío
- Deportes Tolima
- Deportivo Cali
- Deportivo Pereira
- Independiente Medellín
- Millonarios
- Once Caldas
- Santa Fe
- Unión Magdalena

## Torneo Apertura
|  | Pos. | Squadra                | Pt | G  | V  | N  | P  | GF | GS | DR  |
|  | ---- | ---------------------- | -- | -- | -- | -- | -- | -- | -- | --- |
|  | 1.   | Deportivo Cali         | 36 | 26 | 14 | 8  | 4  | 55 | 31 | +24 |
|  | 2.   | América de Cali        | 33 | 26 | 10 | 13 | 3  | 36 | 26 | +10 |
|  | 3.   | Millonarios            | 32 | 26 | 11 | 10 | 5  | 45 | 37 | +8  |
|  | 4.   | Deportes Quindío       | 30 | 26 | 10 | 10 | 6  | 35 | 29 | +6  |
|  | 5.   | Atlético Junior        | 28 | 26 | 10 | 8  | 8  | 42 | 39 | +3  |
|  | 6.   | Cúcuta Deportivo       | 26 | 26 | 11 | 4  | 11 | 46 | 43 | +3  |
|  | 7.   | Atlético Bucaramanga   | 26 | 26 | 8  | 10 | 8  | 28 | 24 | +4  |
|  | 8.   | Santa Fe               | 24 | 26 | 7  | 10 | 9  | 57 | 55 | +2  |
|  | 9.   | Independiente Medellín | 23 | 26 | 9  | 5  | 12 | 42 | 46 | -4  |
|  | 10.  | Once Caldas            | 23 | 26 | 7  | 9  | 10 | 37 | 50 | -13 |
|  | 11.  | Deportivo Pereira      | 23 | 26 | 9  | 5  | 12 | 41 | 47 | -6  |
|  | 12.  | Unión Magdalena        | 21 | 26 | 6  | 9  | 11 | 26 | 38 | -12 |
|  | 13.  | Deportes Tolima        | 20 | 26 | 7  | 6  | 13 | 37 | 49 | -12 |
|  | 14.  | Atlético Nacional      | 19 | 26 | 5  | 9  | 12 | 32 | 45 | -13 |

Legenda:
         Qualificato al girone finale.
Note:
Due punti a vittoria, uno a pareggio, zero a sconfitta.

## Torneo Finalización
|  | Pos. | Squadra                | Pt | G  | V  | N  | P  | GF | GS | DR  |
|  | ---- | ---------------------- | -- | -- | -- | -- | -- | -- | -- | --- |
|  | 1.   | Millonarios            | 40 | 26 | 18 | 4  | 4  | 41 | 13 | +28 |
|  | 2.   | Deportivo Cali         | 40 | 26 | 18 | 4  | 4  | 41 | 19 | +22 |
|  | 3.   | Deportes Quindío       | 32 | 26 | 11 | 10 | 5  | 37 | 22 | +15 |
|  | 4.   | Deportivo Pereira      | 32 | 26 | 11 | 10 | 5  | 37 | 29 | +8  |
|  | 5.   | América de Cali        | 30 | 26 | 12 | 6  | 8  | 43 | 25 | +18 |
|  | 6.   | Atlético Junior        | 29 | 26 | 10 | 9  | 7  | 45 | 42 | +3  |
|  | 7.   | Deportes Tolima        | 27 | 26 | 10 | 7  | 9  | 28 | 28 | 0   |
|  | 8.   | Santa Fe               | 26 | 26 | 8  | 10 | 8  | 38 | 35 | +3  |
|  | 9.   | Once Caldas            | 26 | 26 | 10 | 6  | 10 | 34 | 33 | +1  |
|  | 10.  | Atlético Nacional      | 20 | 26 | 8  | 4  | 14 | 26 | 41 | -15 |
|  | 11.  | Unión Magdalena        | 17 | 26 | 4  | 9  | 13 | 23 | 46 | -23 |
|  | 12.  | Atlético Bucaramanga   | 16 | 26 | 6  | 4  | 16 | 26 | 46 | -20 |
|  | 13.  | Independiente Medellín | 15 | 26 | 4  | 7  | 15 | 35 | 52 | -17 |
|  | 14.  | Cúcuta Deportivo       | 14 | 26 | 5  | 4  | 17 | 28 | 51 | -23 |

Legenda:
         Allo spareggio.
Note:
Due punti a vittoria, uno a pareggio, zero a sconfitta.

### Andata
| Arbitro: | Heigher |

|            |           |            |
| Castro 26’ | Marcatori | 29’ Loayza |

### Ritorno
| Cali 21 dicembre 1969 | Deportivo Cali | 0 – 0 referto | Millonarios | Estadio Olímpico Pascual Guerrero\| Arbitro: \| Heigher \| |
| Arbitro:              | Heigher        |               |             |                                                            |

### Spareggio
| Arbitro: | Heigher |

|               |                      |             |
| Rodríguez 35’ | Marcatori            | 69’ Lallana |
| [ 1 ]         | Tiri di rigore 5 – 0 | [ 1 ]       |

## Girone finale
|                     | Pos. | Squadra         | Pt | G | V | N | P | GF | GS | DR |
| ------------------- | ---- | --------------- | -- | - | - | - | - | -- | -- | -- |
| Colombia (bandiera) | 1.   | Deportivo Cali  | 7  | 4 | 3 | 1 | 0 | 7  | 4  | 3  |
|                     | 2.   | América de Cali | 3  | 4 | 1 | 1 | 2 | 6  | 7  | -1 |
|                     | 3.   | Millonarios     | 2  | 4 | 1 | 0 | 3 | 2  | 4  | -2 |

Legenda:

         Campione di Colombia 1969 e qualificato alla Coppa Libertadores 1970
         Qualificato alla Coppa Libertadores 1970
Note:
Due punti a vittoria, uno a pareggio, zero a sconfitta.

## Statistiche

### Classifica marcatori
| Gol |  |  | Giocatore           | Squadra           |
| --- |  |  | ------------------- | ----------------- |
| 24  |  |  | Hugo Lóndero        | América de Cali   |
| 23  |  |  | Walter Sossa        | Santa Fe          |
| 23  |  |  | Pedro Prospitti     | Santa Fe          |
| 21  |  |  | Juan Carlos Lallana | Deportivo Cali    |
| 20  |  |  | Eduardo José Curia  | América de Cali   |
| 18  |  |  | Alfredo Arango      | Once Caldas       |
| 18  |  |  | Edison Angulo       | Santa Fe          |
| 18  |  |  | Orlando Mesa        | Cúcuta Deportivo  |
| 16  |  |  | Aírton dos Santos   | Atlético Junior   |
| 16  |  |  | Gustavo Santa       | Atlético Nacional |